# 中部事務機再販
中部事務機再販（ちゅうぶじむきさいはん）は、愛知県小牧市の新品・中古オフィス家具の販売、買取を行うリサイクルショップ。

## 概要
運営主体は株式会社オフィスアサイ。オフィス家具の中古販売、新品販売、買取、廃棄、移設のほかオフィスレイアウトを手掛ける。小牧商品センターは約90坪の展示スペースにショールームを併設。

## 会社沿革
- 昭和63年07月 創業
- 平成02年08月 法人化し「株式会社オフィスアサイ」となる
- 平成02年10月 OA機器のレンタル事業を本格的に始める
- 平成08年10月 資本金を1000万円に増資
- 平成15年03月 コピー機メーカーの合併によりレンタル事業を廃業
- 平成15年07月 古物商許可取得
- 平成15年10月 オフィス備品のリユース事業へ業態変換
- 平成15年12月 産業廃棄物収集運搬業許可取得（愛知県・名古屋市）
- 平成16年04月 オフィス用品のリサイクルセンター中部事務機再販1号店を春日井市内で開店
- 平成16年12月 第1種貨物利用運送業許可取得
- 平成17年02月 小牧商品センターを開設
- 平成18年11月 小牧商品センターを甚目寺に移転
- 平成19年03月 甚目寺商品センター2Fを名古屋西店として店舗化
- 平成19年09月 名古屋市中区に名古屋中央店を開設
- 平成21年09月 甚目寺商品センターを岩倉市に移転
- 平成22年08月 名古屋中央店を名古屋北店へ統合、名古屋西店と岩倉商品センターを小牧商品センターへ統合
- 平成24年04月 名古屋北店小牧商品センターに統合

## 事業許可番号
- 古物商（事務機商）　　542540303200
- 産業廃棄物収集運搬業　02310107797（愛知県積替保管）
- 産業廃棄物収集運搬業　02400107797（三重県）
- 産業廃棄物収集運搬業　02100107797（岐阜県）
- 産業廃棄物収集運搬業　02201107797（静岡県）
- 第一種利用運送業　中運自科　第1023号